# Hadena herkia
Hadena herkia är en fjärilsart som beskrevs av Edward P. Wiltshire 1957. Hadena herkia ingår i släktet Hadena och familjen nattflyn. Inga underarter finns listade i Catalogue of Life.